# Ceratizit Pro Cycling Team
Ceratizit Pro Cycling Team is een professionele wielerploeg voor vrouwen, die sinds 2014 deel uitmaakt van het peloton.

## Geschiedenis
Vanaf 2017 heeft het team de UCI-status onder de naam Team WNT Pro Cycling. In dat jaar boekte met name Katie Archibald veel overwinningen voor de ploeg op de baan. In 2018 ging het team verder als WNT-Rotor. In 2019 wijzigde de nationaliteit van de ploeg van Brits naar Duits en in 2020 ging de ploeg verder als Ceratizit-WNT.
Voor 2018 werden onder andere de Nederlandse Aafke Soet en de Duitse neoprof Lea Lin Teutenberg, het nichtje van Ina-Yoko Teutenberg, aangetrokken. Voor 2019 gold dit voor Ane Santesteban (Alé Cipollini), Claudia Koster (Team Virtu), Kirsten Wild en Lisa Brennauer (beide van Wiggle High5). In mei van dat jaar stapte Janneke Ensing over van Team Sunweb naar WNT. Zij kreeg echter in september te horen dat haar contract niet verlengd kon worden bij WNT.

## Bekende (ex-)rensters

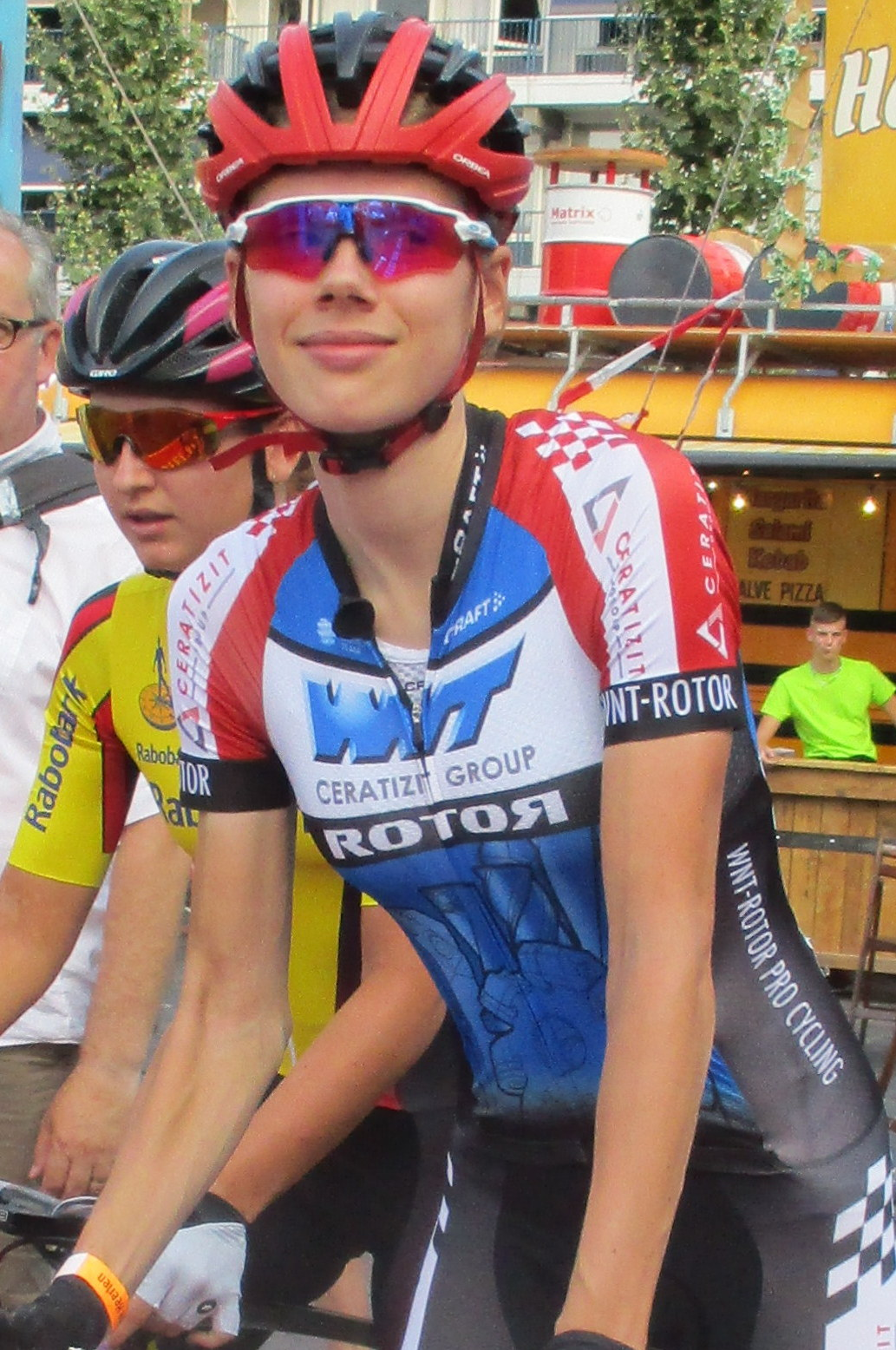
Aafke Soet in 2018.

## Belangrijke overwinningen
2017
4e etappe Setmana Ciclista Valenciana: Lydia Boylan
Tijdrit Omloop van Borsele: Hayley Simmonds
3e etappe Ronde van Thüringen: Hayley Simmonds
2018
5e etappe Healthy Ageing Tour: Aafke Soet
Tijdrit Omloop van Borsele: Aafke Soet
 Jongerenklassement Emakumeen Euskal Bira (WWT): Aafke Soet
2019
3e etappe Setmana Ciclista Valenciana: Clara Koppenburg
 Eindklassement Setmana Ciclista Valenciana: Clara Koppenburg
Driedaagse Brugge-De Panne (WWT): Kirsten Wild
Gent-Wevelgem (WWT): Kirsten Wild
3e etappe Healthy Ageing Tour: Kirsten Wild
4e etappe B Healthy Ageing Tour: Lisa Brennauer
5e etappe Healthy Ageing Tour: Kirsten Wild
 Puntenklassement Healthy Ageing Tour: Kirsten Wild
2e etappe GP Elsy Jacobs: Lisa Brennauer
 Eindklassement GP Elsy Jacobs: Lisa Brennauer
 Puntenklassement Elsy Jacobs: Lisa Brennauer
 Eindklassement Ronde van Thüringen: Kathrin Hammes
1e etappe Ronde van Bretagne: Kirsten Wild
2e etappe Ronde van Bretagne: Kirsten Wild
1e etappe (ITT) Madrid Challenge: Lisa Brennauer
Eindklassement Madrid Challenge: Lisa Brennauer
Puntenklassement Madrid Challenge: Lisa Brennauer
2020
2e etappe (ITT) Madrid Challenge: Lisa Brennauer
Eindklassement Madrid Challenge: Lisa Brennauer
2021
La Picto-Charentaise: Marta Lach
2022
5e etappe Ronde van Bretagne: Marta Lach

## Kampioenschappen

### Baan
2017
 Wereldkampioen op de baan (omnium): Katie Archibald
 Europees kampioen op de baan (achtervolging): Katie Archibald
 Europees kampioen op de baan (omnium): Katie Archibald
 Brits baankampioen (achtervolging): Katie Archibald
 Brits baankampioen (puntenkoers): Katie Archibald
 Brits baankampioen (scratch): Katie Archibald
 Brits baankampioen (omnium): Katie Archibald
 Brits criterium: Katie Archibald
 Iers baankampioen (scratch): Lydia Boylan
0
2018
 Iers baankampioen (omnium): Lydia Boylan
2019
 Wereldkampioen op de baan (koppelkoers): Kirsten Wild
 Wereldkampioen op de baan (omnium): Kirsten Wild
 Europees kampioen op de baan (afvalkoers): Kirsten Wild
 Europees kampioen op de baan (omnium): Kirsten Wild
2020
 Wereldkampioen op de baan (koppelkoers): Kirsten Wild
 Wereldkampioen op de baan (scratch): Kirsten Wild

### Weg
Iers kampioene op de weg 2015: Lydia Boylan
 Iers kampioene op de weg 2016: Lydia Boylan
 Iers kampioene op de weg 2017: Lydia Boylan
 Duits kampioene op de weg 2019: Lisa Brennauer
 Duits kampioene op de weg 2020: Lisa Brennauer
 Duits kampioene tijdrijden 2021: Lisa Brennauer
 Duits kampioene op de weg 2021: Lisa Brennauer
 Duits kampioene tijdrijden 2022: Lisa Brennauer

## Sponsor
Ceratizit-WNT is een bedrijfsonderdeel van Ceratizit Deutschland GmbH, een bedrijf dat precisiegereedschappen voor de verspanende industrie produceert en verkoopt.
2014 · 2015 · 2016 · 2017 · 2018 · 2019 · 2020 · 2021 · 2022 · 2023 · 2024 · 2025
Asencio · Badegruber · Brauße (vanaf 1/7) · Brennauer · Ensing · Hammes · Koppenburg · Koster · Magnaldi · Pilote-Fortin · Rijkes · Santesteban · Soet · Teutenberg · Vieceli · Wild
Asencio · Brauße · Brennauer · Confalonieri · Hammes · Koster · Leth · Magnaldi · Rijkes · Santesteban · Soet · Teutenberg · Vieceli · Wild
Asencio · Banks · Brauße · Brennauer · Confalonieri · Hammes · Henttala · Lach · Leth · Magnaldi · Rijkes · Teutenberg · Vieceli · Wild
Alessio · Alonso · Archibald · Asencio · Brauße · Brennauer(tot 21/8) · Confalonieri · Eberle · Fidanza · Lach · Nilsson · Salazar · Schweinberger · Seidel · Teutenberg · Vieceli
Alonso · Archibald · Arzuffi · Asencio · Berton · Brauße · Eberle · A. Fidanza · M. Fidanza · Gill · Kerbaol · Lach · Nilsson · Schweinberger · Teutenberg · De Zoete
Alonso · Archibald · Arzuffi · Asencio · Berton · Brauße · Eberle · A. Fidanza · M. Fidanza · Jaskulska · Kerbaol · Lach · Schweinberger · Teutenberg · De Zoete
Alonso · Brauße · Burlová · Van Dam · Eberle · Fiorin · Hartmann (vanaf 14/3) · Hashimi · Hengeveld · Jaskulska · Miermont · Le Mouel · De Zoete · Zsankó